# Comité Representante de la Asamblea de la Unión
El Comité Representante de la Asamblea de la Unión (en birmano: ပြည်ထောင်စုလွှတ်တော် ကိုယ်စားပြုကော်မတီ; abreviado: CRPH) es un cuerpo legislativo birmano en el exilio, que representa a un grupo de legisladores y parlamentarios de la Liga Nacional para la Democracia (LND) derrocados en el golpe de Estado de 2021. El Comité está integrado por 17 miembros de la Cámara de Representantes y la Cámara de Nacionalidades.
El Comité afirma desempeñar las funciones de la legislatura disuelta de Myanmar, el Pyidaungsu Hluttaw, y ha formado un gobierno en el exilio, el Gobierno de Unidad Nacional, en cooperación con varios grupos insurgentes de minorías étnicas.

## Historia
Los representantes electos en las elecciones de noviembre de 2020 no han reconocido oficialmente legitimidad alguna del golpe de Estado. El 4 de febrero de 2021, alrededor de 70 diputados electos de la LND prestaron juramento al cargo en Naipyidó, comprometiéndose a cumplir con el mandato del pueblo y a servir como legisladores por un período de cinco años. Al día siguiente, 15 políticos de la LND liderados por Phyu Phyu Thin, un miembro de Pyithu Hluttaw que representaba al municipio de Mingala Taungnyunt de Rangún, formaron el comité para llevar a cabo los asuntos parlamentarios. El comité celebró su primera sesión sobre Zoom.
El 7 de febrero, CRPH condenó los esfuerzos militares para derrocar a un gobierno elegido por civiles como un "acto criminal" en violación del capítulo 6 del código penal de Myanmar, y desestimó la legitimidad del gabinete de Myint Swe. El CRPH también ha aconsejado a los diplomáticos de la ONU ya la comunidad internacional que trabajen directamente con el comité en relación con los asuntos oficiales del gobierno.
El 9 de febrero, la CRPH promulgó la Ley del Consejero de Estado, que amplía el mandato del Consejero de Estado de Myanmar por otros cinco años, hasta el 1 de abril de 2026. El mismo día, emitió una declaración en la que condenaba la violenta represión militar durante las protestas contra el golpe de Estado, pidiendo la preservación de la libertad de expresión e informando su apoyo al movimiento de desobediencia civil.
El 10 de febrero, el comité anunció la incorporación de dos diputados electos de partidos políticos étnicos, a saber, el Partido Nacional Ta'ang y el Partido Demócrata del Estado de Kayah.
El 15 de febrero, la junta acusó a los 17 miembros de la CRPH de incitación a la violencia en virtud del artículo 505b del Código Penal, que conlleva una pena máxima de dos años de prisión.
El 22 de febrero, el comité nombró a Sasa como su enviado especial a las Naciones Unidas y a Htin Linn Aung como representante especial de su oficina de relaciones internacionales que abrió en Maryland (Estados Unidos).
El 1 de marzo, el CRPH declaró al Consejo de Administración del Estado (SAC) grupo terrorista por sus "atrocidades y el acto de terrorismo" contra los civiles desarmados. Al día siguiente, el comité nombró a Zin Mar Aung, Lwin Ko Latt, Tin Tun Naing y Zaw Wai Soe como ministros sindicales en funciones en su gabinete.
El 9 de marzo de 2021, el Comité nombró a Mahn Win Khaing Than como vicepresidente interino de Myanmar.
La CRPH retiró su designación de todas las organizaciones étnicas armadas (EAO) como grupos terroristas. La CRPH declaró la abolición de la Constitución de 2008 y publicó una Carta para la Democracia Federal de 20 páginas el 2 de abril de 2021.
El 16 de abril de 2021, la CRPH anunció la formación del Gobierno de Unidad Nacional, que incluye a legisladores derrocados, miembros de grupos étnicos y figuras clave en la protestas contra el golpe de Estado.

## Miembros
| Nombre               | Distrito electoral              | Partido político                              | Observaciones              |
| -------------------- | ------------------------------- | --------------------------------------------- | -------------------------- |
| Phyu Phyu Thin       | Municipio de Mingala Taungnyunt | Liga Nacional para la Democracia (LND)        | Miembro de Pyithu Hluttaw  |
| Tin Thit             | Municipio de Pobbathiri         | Liga Nacional para la Democracia (LND)        | Miembro de Pyithu Hluttaw  |
| Hlun Myint           | Municipio de Bahan              | Liga Nacional para la Democracia (LND)        | Miembro de Pyithu Hluttaw  |
| Naing Htoo Aung      | Municipio de Natogyi            | Liga Nacional para la Democracia (LND)        | Miembro de Pyithu Hluttaw  |
| Wai Phyo Aung        | Municipio de Thaketa            | Liga Nacional para la Democracia (LND)        | Miembro de Pyithu Hluttaw  |
| Zin Mar Aung         | Municipio de Yankin             | Liga Nacional para la Democracia (LND)        | Miembro de Pyithu Hluttaw  |
| Lwin Ko Latt         | Municipio de Thanlyin           | Liga Nacional para la Democracia (LND)        | Miembro de Pyithu Hluttaw  |
| Okkar Min            | Municipio de Myeik              | Liga Nacional para la Democracia (LND)        | Miembro de Pyithu Hluttaw  |
| Win Naing            | Municipio de Mogaung            | Liga Nacional para la Democracia (LND)        | Miembro de Pyithu Hluttaw  |
| Nay Myo              | Municipio de Nyaungshwe         | Liga Nacional para la Democracia (LND)        | Miembro de Pyithu Hluttaw  |
| Zaw Min Thein        | Municipio de Laymyethna         | Liga Nacional para la Democracia (LND)        | Miembro de Pyithu Hluttaw  |
| Myo Naing            | Municipio de Chanayethazan      | Liga Nacional para la Democracia (LND)        | Miembro de Pyithu Hluttaw  |
| Sithu Maung          | Municipio de Pabedan            | Liga Nacional para la Democracia (LND)        | Miembro de Pyithu Hluttaw  |
| Lamin Htun           | Municipio de Namhsan            | Partido Nacional Ta'ang (TNP)                 | Miembro de Pyithu Hluttaw  |
| Lama Naw Aung        | Injangyang                      | Partido Popular del Estado de Kachin (KSPP)   |                            |
| Zay Latt             | Región de Bago                  | Liga Nacional para la Democracia (NLD)        | Miembro de Amyotha Hluttaw |
| Myat Thida Htun      | Estado Mon                      | Liga Nacional para la Democracia (NLD)        | Miembro de Amyotha Hluttaw |
| Saw Shar Phaung Awar | Estado Kayin                    | Liga Nacional para la Democracia (NLD)        | Miembro de Amyotha Hluttaw |
| Aung Kyi Nyunt       | Región de Magway                | Liga Nacional para la Democracia (NLD)        | Miembro de Amyotha Hluttaw |
| Robert Nyeye         | Estado Kayah                    | Partido Demócrata del Estado de Kayah (KySDP) | Miembro de Amyotha Hluttaw |

## Gabinete interino
El 2 de marzo de 2021, el Comité instaló a cuatro ministros del gobierno, que serían responsables de nueve ministerios. Tres de ellos son miembros electos de la LND y uno es el rector de la Universidad de Medicina 1. Según el comunicado de la CRPH, su propósito primordial es cumplir con los deberes del gobierno civil. El comité declaró oficialmente que asignaría a otras personas adecuadas para que asumieran las funciones en nombre de los miembros del gabinete. El 9 de marzo, nombró a Mahn Win Khaing Than, tercer presidente de la Asamblea de la Unión de Myanmar entre 2016 y 2018, como vicepresidente interino de Myanmar y declaró que desempeñaría las funciones del presidente en su ausencia. El gabinete en funciones fue abolido y formó el Gobierno de Unidad Nacional el 16 de abril de 2021.

### Jefes del gabinete
| Nombre               | Cargo               | Observaciones                                                 |
| -------------------- | ------------------- | ------------------------------------------------------------- |
| Win Myint            | Presidente          | Detenido                                                      |
| Aung San Suu Kyi     | Consejero de Estado | Detenido                                                      |
| Mahn Win Khaing Than | Vicepresidente      | Ex portavoz de la Asamblea de la Unión de Myanmar (2016-2018) |

### Miembros del gabinete
| Oficina                                                      | Nombre        | Término en el cargo | Término en el cargo | Término en el cargo | Partido político | Fuente               |
| Oficina                                                      | Nombre        | Asumió el cargo     | Dejó la oficina     | Días                | Partido político | Fuente               |
| ------------------------------------------------------------ | ------------- | ------------------- | ------------------- | ------------------- | ---------------- | -------------------- |
| Ministerio de Relaciones Exteriores                          | Zin Mar Aung  | 2 de marzo de 2021  | 16 de abril de 2021 | 45                  | LND              | [ 22 ] [ 23 ] [ 24 ] |
| Ministerio de la Oficina del Presidente                      | Lwin Ko Latt  | 2 de marzo de 2021  | 16 de abril de 2021 | 45                  | LND              | [ 22 ] [ 23 ] [ 24 ] |
| Ministerio de la Oficina de Gobierno de la Unión             | Lwin Ko Latt  | 2 de marzo de 2021  | 16 de abril de 2021 | 45                  | LND              | [ 22 ] [ 23 ] [ 24 ] |
| Ministerio de Planificación, Finanzas e Industria            | Tin Tun Naing | 2 de marzo de 2021  | 16 de abril de 2021 | 45                  | LND              | [ 22 ] [ 23 ] [ 24 ] |
| Ministerio de Inversiones y Relaciones Económicas Exteriores | Tin Tun Naing | 2 de marzo de 2021  | 16 de abril de 2021 | 45                  | LND              | [ 22 ] [ 23 ] [ 24 ] |
| Ministerio de Comercio                                       | Tin Tun Naing | 2 de marzo de 2021  | 16 de abril de 2021 | 45                  | LND              | [ 22 ] [ 23 ] [ 24 ] |
| Ministerio de Trabajo, Inmigración y Población               | Zaw Wai Soe   | 2 de marzo de 2021  | 16 de abril de 2021 | 45                  | Independiente    | [ 22 ] [ 23 ] [ 24 ] |
| Ministerio de Educación                                      | Zaw Wai Soe   | 2 de marzo de 2021  | 16 de abril de 2021 | 45                  | Independiente    | [ 22 ] [ 23 ] [ 24 ] |
| Ministerio de Salud y Deportes                               | Zaw Wai Soe   | 2 de marzo de 2021  | 16 de abril de 2021 | 45                  | Independiente    | [ 22 ] [ 23 ] [ 24 ] |
| Ministerio de Bienestar Social, Socorro y Reasentamiento     | Win Myat Aye  | 23 de marzo de 2021 | 16 de abril de 2021 | 24                  | LND              | [ 22 ] [ 23 ] [ 24 ] |